# Кардим, Антониу Франсишку
Антониу Франсишку Кардим (порт. António Francisco Cardim; 1596—1659) — португальский миссионер.
В 1611 г. вступил в орден иезуитов. В 1618 г. отбыл с миссией в Китай и большую часть последующей жизни провёл в португальской колонии Макао, посещая оттуда с пастырскими визитами ряд других стран Азии, включая Индию и Японию, прокуратором которой в конце концов был назначен.
Кардим написал несколько книг, большинство из которых рассказывает о жертвах гонений на христиан в азиатских странах. Таковы, в частности, книги «Славная смерть шестидесяти одного христианина из Макао, обезглавленных за веру в Нагасаки» (фр. «La mort glorieuse de soixante et un chrétiens de Macao, decapites pour la confession de la foi a Nagasaki»), порт. «Elogios e Ramalhete de Flores Borrifado com o Sangue dos Religiozos da Companhia de Jesus, a quem os tyrannos do Imperio de Japaõ tiraraõ a vida por odio da Fé Catholica» (Лиссабон, 1650), лат. «Fasciculus e Iapponicis floribus, suo adhuc madentibus sanguine» (Рим, 1646) и др.